# Décibel pleine échelle
Pour les articles homonymes, voir Dbfs et Décibel (homonymie).
Le dB FS, sigle pour Decibels relative to Full Scale (décibels relativement à la pleine échelle), est une unité de niveau de signal audio dans les appareils numériques. Elle indique le rapport entre le niveau de ce signal et le niveau maximal.
Le dB FS peut se réfèrer à des grandeurs différentes selon le type d'indicateur de niveau :
- Les indicateurs de niveau de crête de modulation indiquent le rapport entre l'amplitude du signal et l'amplitude maximale, c'est-à-dire qui correspond à une modulation entre la plus grande valeur positive et la plus grande valeur négative ;
- Les appareils à intégration lente indiquent le rapport entre la valeur efficace du signal et celle de la plus grande sinusoïde pouvant être représentée sans distorsion dans son codage numérique.

Les lectures des instruments définis de l'une ou l'autre manière sont identiques pour les signaux de réglage, qui sont des sinusoïdes stables.

## Indicateurs de niveau de crête
Les indicateurs PPM (Program Peak Monitor, c'est-à-dire Indicateur de niveau de crête de programme), dits aussi QPPM (Quasi-PPM), des appareils audionumériques indiquent normalement le rapport de l'amplitude du signal à l'amplitude maximale spécifiée, exprimé en dB FS, intégré avec une constante de temps de 5 ms,,,. Tous les niveaux sont évalués par des nombres négatifs.
Comme 5 millisecondes correspondent à plus de 200 échantillons numériques, l'indication des PPM est inférieure à la véritable crête de modulation d'une quantité qui ne peut pas être parfaitement déterminée, puisqu'elle dépend du signal. Pour permettre d'éviter les dépassements tout en se rapprochant du maximum, les stations de travail audio peuvent indiquer le niveau du plus grand échantillon survenu depuis une certaine durée. Les indicateurs crête vraie (True Peak) donnent le véritable niveau de crête du signal, même si celui-ci tombe entre deux échantillons. Le niveau de crête vraie (dB FS TP) peut se trouver à quelques décibels au-dessus du niveau du plus grand échantillon.
Supposons que la valeur maximale soit ±32 767 (encodage sur 16 bits signés).
- Un signal dont le nombre 10 000 encode la valeur de crête est au niveau 10 000/32 767 = 0,305 soit −10 dB FS.
- Un signal dont le niveau est −6 dB FS a une valeur de crête de 32 767/2 ≈ 16 000 (l'usage des décibels correspond à une précision de quelques pourcents).

Note
- Les instruments qui indiquent le niveau maximal du signal devraient en toute rigueur donner un résultat en % FS[3][Information douteuse]. Dans cette mesure ce qui importe, est la proximité avec le maximum. On utilise la valeur en dB FS pour déterminer la marge restant avant la distorsion, pas pour évaluer le niveau sonore (Sonie). L'indication de la marge avant le dépassement des limites du codage numérique concerne les moments où le signal s'approche de ces limites. Un indicateur en % représente sur la moitié de sa hauteur l'intervalle entre la moitié de l'amplitude maximale (−6 dB FS avec un signal stable), alors que sur un indicateur hypothétique gradué de 0 à −24 dB FS, cet intervalle important n'occupe qu'un quart.
- Pour mesurer la sonie, la puissance ou la valeur efficace du signal est pertinente, pas l'amplitude maximale, qu'une distorsion de phase peut affecter sans effet sur la perception sur la sonie. Le décibel exprime la relation entre les puissances. Le niveau de référence pour la sonie se situe à −18 dB FS, soit 13 % du niveau pleine échelle. La mesure du niveau sonore se trouve  sur un autre indicateur, avec un temps d'intégration bien supérieur, comme le VU-mètre (VU pour Volume unit), plus récemment LUFS (Loudness units relative to full scale, c'est-à-dire Unités de sonie par rapport à la pleine échelle)[5]).
- L'usage du décibel, hérité de la technologie du téléphone, est établi par la force de l'habitude.

## Indicateurs de valeur efficace
Pour certains, les dB FS se réfèrent, non à l'amplitude de crête du signal, mais, comme c'est l'usage pour les décibels en général, à une puissance, qui est celle du plus grand signal sinusoïdal pouvant être représenté sans distorsion. Quand on exprime en décibels le rapport entre deux grandeurs de champ, on compare implicitement les puissances qu'exerceraient les grandeurs de champ dans des circonstances équivalentes. Un instrument qui calcule ainsi doit nécessairement intégrer le signal sur une durée suffisante pour donner des valeurs efficaces et non des valeurs de crête, même pour les plus basses fréquences de la bande passante du système. Si 0 dB FS correspond à la puissance de la sinusoïde de plus grande amplitude que puisse représenter le système, un signal carré à pleine amplitude, qui a une puissance deux fois plus grande, donc une valeur efficace √2 fois plus grande, se trouve à +3 dB FS.

## Historique
L'abréviation dB FS est attestée en 1987 dans un article de James Colotti, ingénieur, sur l'évaluation de la dynamique des convertisseurs numérique-analogique (CNA) et des convertisseurs analogique-numérique (CAN).
En 2007, le constructeur de circuits intégrés Analog Devices alerte sur les conséquences sur les mesures de l'existence de la référence à l'amplitude de crête du signal dans les appareils numériques, alors que les appareils analogiques se basent sur la valeur efficace du signal qui s'exprime en dB RMS